# Certified Lover Boy
Certified Lover Boy — шестой студийный альбом канадского рэпера Дрейка. Он был выпущен 3 сентября 2021 года на лейблах OVO Sound и Republic Records.

## История
В июне 2019 года Дрейк анонсировал альбом через Instagram, его сообщение гласило: «альбомный режим». Рэпер официально объявил о своем шестом студийном альбоме всего за несколько часов до релиза микстейпа Dark Lane Demo Tapes, он был запланирован к выпуску летом 2020 года. В марте во время прямой трансляции в Instagram с OVO Mark Дрейк подтвердил фанатам, что последняя версия просочившейся в интернет песни «Not Around» будет представлена на его грядущем альбоме. 29 июля звуковой инженер Ноэль Кадастр объявил, что проект «готов на 90%». 14 августа Дрейк объявил название альбома. В августе 2021 года музыкант объявил о том, что альбом готов и будет выпущен к концу лета. 27 августа была анонсирована дата выпуска и показана обложка.

## Выпуск и продвижение
1 мая 2020 года Дрейк сообщил, что скоро выйдет его микстейп под названием Dark Lane Demo Tapes, а также, что шестой студийный альбом выйдет летом 2020 года. 24 октября, в 34-й день рождения Дрейка, он и его звукозаписывающий лейбл OVO Sound опубликовали короткое видео, в котором они объявили, что выпуска альбома перенесён на 2021 год. В видео есть отсылки к предыдущим альбомам и микстейпам Дрейка: So Far Gone (2009), Take Care (2011), Nothing Was the Same (2013) и Dark Lane Demo Tapes (2020).
5 марта 2021 года Дрейк выпустил мини-альбом под названием Scary Hours 2, он является сиквелом Scary Hours 2018 года. В релиз вошли 3 новые песни при участии Lil Baby и Рика Росса. В тот же день состоялась премьера видеоклипа на песню «What’s Next».

## Обложка
На обложке альбома изображены двенадцать беременных женщин с разным цветом волос и кожи. Она была сделана английским художником Дэмьеном Херстом. Обложка была встречена негативными отзывами и названа «уродливой», «ленивой» и «нелепой».

## Список композиций
| №                   | Название                                                    | Автор(ы) | Продюсер(ы)                                                         | Длительность |
| ------------------- | ----------------------------------------------------------- | --- | ------------------------------------------------------------------- | ------------ |
| 1.                  | «Champagne Poetry»                                          | Aubrey Graham Noah Shebib Micah Davis Maneesh Bidaye Jean-Andre Lawrence John Lennon Paul McCartney Gabriel Hardeman Jr.                                                                                       | 40 Masego Maneesh                                                   | 5:36         |
| 2.                  | «Papi’s Home»                                               | Graham Raynford Humphrey Jonathan Priester Jarrel Young Mark Borino Oriyomi Ojelade Montell Jordan Anthony Crawford                                                                                            | Supah Mario Young Borino Ojelade                                    | 2:58         |
| 3.                  | «Girls Want Girls» (при участии Lil Baby)                   | Graham Dominique Jones Ozan Yildirim Mathias Liyew | OZ Ambezza                                                          | 3:41         |
| 4.                  | «In the Bible» (при участии Lil Durk и Giveon)              | Graham Durk Banks Giveon Evans Simon Gebrelul Shebib Leon Thomas III Eliel Afari-Brown Austin Schindler | 40 Thomas Eli Brown AP                                              | 4:56         |
| 5.                  | «Love All» (при участии Jay-Z)                              | Graham Shawn Carter Yildirim Dylan Cleary-Krell Thomas Khristopher Riddick-Tynes Christopher Wallace Sean Combs Steven Jordan                                                                                  | OZ Dez Wright Thomas                                                | 3:48         |
| 6.                  | «Fair Trade» (при участии Трэвиса Скотта)                   | Graham Jacques Webster II Yildirim Ebony Oshunrinde Jahaan Sweet R.S. Antoine Charlotte Wilson Kenneth Edmonds Varrel Wade Marcus Reddick Brandon Banks Kyla Moscovich Michael Gordon Dernst Emile II Teo Halm | Трэвис Скотт OZ WondaGurl Sweet Patron                              | 4:51         |
| 7.                  | «Way 2 Sexy» (при участии Фьючера и Янг Тага)               | Graham Nayvadius Wilburn Jeffery Williams Bryan Simmons Lesidney Ragland Fred Fairbrass Richard Fairbrass Robert Manzoli                                                                                       | TM88 Too Dope                                                       | 4:17         |
| 8.                  | «TSU»                                                       | Graham Harley Arsenault Noel Cadastre Christopher Cross Robert Kelly Justin Timberlake Timothy Mosley Floyd Hills                                                                                              | Arsenault Cadastre [a] OG Ron C [b]                                 | 5:08         |
| 9.                  | «N 2 Deep» (при участии Фьючера)                            | Graham Wilburn Arsenault Kaushik Barua Shebib Alex Lustig Cadastre Bernard Freeman Chad Butler Joseph McVey IV Jay Jenkins S. Carter Leroy Williams Jr.                                                        | Arsenault Kid Masterpiece 40 [a] Lustig [a] Cadastre [b]            | 4:33         |
| 10.                 | «Pipe Down»                                                 | Graham Derek Kastal L. Camejo Gebrelul Thomas Robert Fairfax III Hady Moamer Anthoine Walters | Thomas FaxOnly Jean Bleu Walters [b]                                | 3:25         |
| 11.                 | «Yebba's Heartbreak» (совместно с Yebba)                    | Abigail Smith James Francies | Yebba Francies 40                                                   | 2:13         |
| 12.                 | «No Friends In the Industry»                                | Graham Anderson Hernandez Yildirim Nicolas Frascona Robert DeBarge Jr. Gregory Williams | Vinylz OZ Nik D [a]                                                 | 3:24         |
| 13.                 | «Knife Talk» (при участии 21 Savage и Project Pat)          | Graham Shéyaa Abraham-Joseph Patrick Houston Leland Wayne Peter Lee Johnson Jordan Houston Rakim Mayers | Metro Boomin Johnson                                                | 4:02         |
| 14.                 | «7AM on Bridle Path»                                        | Graham Ronald LaTour Jr. Cleary-Krell David Duodu Bidaye | Cardo Dez Wright KND [a] Maneesh [b]                                | 3:59         |
| 15.                 | «Race My Mind»                                              | Graham Shebib Scott Zhang Nile Goveia Wallace Osten Harvey David Axelrod Michael Axelrod Herman Blount James Johnson Jr.                                                                                       | 40 Monsune Govi                                                     | 4:29         |
| 16.                 | «Fountains» (при участии Tems)                              | Graham Temilade Openiyi Tresor Riziki | Tresor Monsune 40                                                   | 3:12         |
| 17.                 | «Get Along Better» (при участии Ty Dolla Sign)              | Graham Tyrone Griffin Jr. Anthony Jeffries Shebib Cadastre | Nineteen85 40 [a] Cadastre [a]                                      | 3:49         |
| 18.                 | «You Only Live Twice» (при участии Лила Уэйна и Рика Росса) | Graham Dwayne Carter William Roberts Roosevelt Harrell III Brian Reid | Bink                                                                | 3:33         |
| 19.                 | «IMY2» (при участии Кида Кади)                              | Graham Scott Mescudi Dounia Aznou Arsenault Clifford Owuor Kaniel Castañeda A. Benfaress I. Bizimana | Arsenault Clibbo [a] Houssam [a] KanielTheOne [b] 3ddy [b] Yume [b] | 4:12         |
| 20.                 | «Fucking Fans»                                              | Graham Jahron Brathwaite Cadastre Shebib Peter Ring | PartyNextDoor Cadastre 40 [b] Aliby [b]                             | 4:05         |
| 21.                 | «The Remorse»                                               | Graham Anthony Hamilton Shebib | 40                                                                  | 5:51         |
| Общая длительность: | Общая длительность:                                         | Общая длительность: | Общая длительность:                                                 | 86:02        |

Примечания
- «Pipe Down» содержит неуказанный вокал от Фьючера
- «IMY2» содержит неуказанный вокал от Juice WRLD

## Чарты
| Чарт (2021)                            | Высшая позиция |
| -------------------------------------- | -------------- |
| Австралия (ARIA)                       | 1              |
| Австрия (Ö3 Austria)                   | 3              |
| Бельгия/Фландрия (Ultratop)            | 2              |
| Бельгия/Валлония (Ultratop)            | 3              |
| Канада (Canadian Albums Chart)         | 1              |
| Чехия (ČNS IFPI)                       | 5              |
| Дания (Hitlisten)                      | 1              |
| Нидерланды (Album Top 100)             | 1              |
| Финляндия (Suomen virallinen lista)    | 3              |
| Франция (SNEP)                         | 3              |
| Германия (Offizielle Top 100)          | 3              |
| Ирландия (Irish Albums Chart)          | 1              |
| Италия (Classifica album)              | 2              |
| Lithuanian Albums (AGATA)              | 1              |
| Новая Зеландия (RMNZ)                  | 1              |
| Норвегия (VG-lista)                    | 1              |
| Швеция (Sverigetopplistan)             | 2              |
| Швейцария (Schweizer Hitparade)        | 2              |
| Великобритания (UK Albums Chart)       | 1              |
| Великобритания (UK R&B Albums Chart)   | 2              |
| США (Billboard 200)                    | 1              |
| США (Billboard Top R&B/Hip-Hop Albums) | 1              |

## Сертификации
| Регион                                                                      | Сертификация  | Продажи |
| --------------------------------------------------------------------------- | ------------- | ------- |
| Новая Зеландия (RMNZ)                                                       | 2× Платиновый | 30 000  |
| Великобритания (BPI)                                                        | Серебряный    | 60 000  |
| Данные о продажах + прослушиваниях приведены только на основе сертификации. |               |         |